# بیان لان
بیان لان (انگلیسی: Bian Lan؛ زادهٔ ۱۷ اوت ۱۹۸۴) بازیکن بسکتبال اهل چین بود.
وی در مسابقات کشوری و بین‌المللی در مجموع برندهٔ ۶ مدال طلا شده‌است.